# Кухарёвское сельское поселение
Кухаревский сельский округ — сельский округ в Исилькульском районе Омской области.
Административный центр — село Маргенау.

## География
Расстояние до районного центра — 22 км.

## Административное деление
| статус                  | населённый пункт           | год основания |
| ----------------------- | -------------------------- | ------------- |
| село                    | Маргенау                   | 1902          |
| деревня                 | Го́фнунгсталь               | 1907          |
| деревня                 | Ива́новка                   | 1907          |
| деревня                 | Николайполь                | 1909          |
| деревня                 | Пучко́во                    | 1903          |
| станция                 | Кухарево                   | 1894          |
| железнодорожная станция | Остановочный Пункт 2779 км | 1894          |